# Henry Offia
Okechukwu Henry Offia, född 26 december 1999, är en nigeriansk fotbollsspelare.

## Karriär
I januari 2018 värvades Offia av IK Sirius från den nigerianska akademin FC Dynamo. Våren 2018 var Offia utlånad till Sollentuna FK i Division 1, men han återvände inför höstsäsongen till Sirius. Offia debuterade för Sirius den 21 augusti 2018 i en 4–0-vinst över Strömsbergs IF i Svenska cupen, där han blev inbytt och gjorde ett mål. Fem dagar senare gjorde Offia sin allsvenska debut i en 0–5-förlust mot Malmö FF.
I mars 2020 värvades Offia av Dalkurd FF, där han skrev på ett tvåårskontrakt. I februari 2021 värvades Offia av Trelleborgs FF, där han skrev på ett treårskontrakt. Offia debuterade den 20 februari 2021 och gjorde matchens enda mål i en 1–0-vinst över Örebro SK i Svenska cupen.
I november 2023 värvades Offia av Västerås SK, där han skrev på ett tvåårskontrakt. I mars 2025 kom VSK och Offia överens om att bryta kontraktet.